# Ivanovo Polje
Ivanovo Polje es una localidad de Croacia situada en el municipio de Dežanovac, en el condado de Bjelovar-Bilogora. Según el censo de 2021, tiene una población de 170 habitantes.

## Demografía
| Gráfica de población de Ivanovo Polje 1857-2011                    |
|                                                                    |
| Según los censos de población de la Oficina de Estadísticas Croata |